# Europa Cup (vrouwenhandbal) 1973/74
De European Champions Cup 1973/74 is de hoogste internationale club handbalcompetitie in Europa wat door de Internationale Handbalfederatie (IHF) organiseert.

## Deelnemers
| Eerste ronde | Eerste ronde |
| --- | --- |
| - Hapoel Rehovot: Kampioen van Israël - Union Admira Landhaus: Kampioen van Oostenrijk | - Medina Guipúzcoa: Kampioen van Spanje - Borlänge HK: Kampioen van Zweden |
| Achtste finale | |
| - CSKA Sofia: Kampioen van Bulgarije - Frederiksberg IF: Kampioen van Denemarken - SC Leipzig: Kampioen van DDR - TuS Eintracht Minden: Kampioen van Duitsland - ASUL Vaulx-en-Velin: Kampioen van Frankrijk - Vasas Budapest: Kampioen van Hongarije - Radnički Belgrado: Kampioen van Joegoslavië | - Mora/Swift Roermond: Kampioen van Nederland - IL Vestar: Kampioen van Noorwegen - Ruch Chorzów: Kampioen van Polen - IEFS București: Kampioen van Roemenië - Spartak Kyiv: Titelhouder - TJ Odeva Hlohovec: Kampioen van Tsjecho-Slowakije - LC Brühl: Kampioen van Zwitserland |

## Eerste ronde
| Team 1         | Score   | Team 2                | 1       | 2       |
| -------------- | ------- | --------------------- | ------- | ------- |
| Borlänge HK    | 1       | Medina Guipúzcoa      |         |         |
| Hapoel Rehovot | 09 – 20 | Union Admira Landhaus | 04 – 14 | 05 – 06 |

- 1 Borlänge HK door zonder enige wedstrijd te spelen.

## Achtste finale
| Team 1               | Score   | Team 2                | 1       | 2       |
| -------------------- | ------- | --------------------- | ------- | ------- |
| SC Leipzig           | 25 – 15 | IEFS București        | 15 – 06 | 10 – 09 |
| IL Vestar            | 30 – 20 | Borlänge HK           | 17 – 11 | 13 – 09 |
| TuS Eintracht Minden | 20 – 17 | Frederiksberg IF      | 09 – 04 | 11 – 13 |
| Swift Roermond       | 17 – 19 | CSKA Sofia            | 10 – 06 | 07 – 13 |
| Ruch Chorzów         | 32 – 35 | Radnički Belgrado     | 18 – 17 | 14 – 18 |
| Vasas Budapest       | 54 – 16 | ASUL Vaulx-en-Velin   | 34 – 09 | 20 – 07 |
| TJ Odeva Hlohovec    | 33 – 24 | Union Admira Landhaus | 22 – 11 | 11 – 13 |
| Spartak Kyiv         | 42 – 13 | LC Brühl              | 19 – 06 | 23 – 07 |

## Kwartfinale
| Team 1            | Score   | Team 2               | 1       | 2       |
| ----------------- | ------- | -------------------- | ------- | ------- |
| SC Leipzig        | 29 – 18 | IL Vestar            | 18 – 07 | 11 – 11 |
| CSKA Sofia        | 22 – 23 | TuS Eintracht Minden | 13 – 07 | 09 – 16 |
| Radnički Belgrado | 24 – 23 | Vasas Budapest       | 12 – 08 | 12 – 15 |
| TJ Odeva Hlohovec | 30 – 46 | Spartak Kyiv         | 15 – 21 | 15 – 25 |

## Halve finale
| Team 1               | Score   | Team 2            | 1       | 2       |
| -------------------- | ------- | ----------------- | ------- | ------- |
| TuS Eintracht Minden | 16 – 31 | SC Leipzig        | 08 – 09 | 08 – 22 |
| Spartak Kyiv         | 28 – 20 | Radnički Belgrado | 14 – 08 | 14 – 12 |

## Finale
| 6 april 1974 | SC Leipzig | 12–10 | Spartak Kyiv | Opole, Polen |
| 6 april 1974 |            |       |              | Opole, Polen |
| 6 april 1974 |            |       |              | Opole, Polen |

|            |
|            |
| SC Leipzig |
| 2de titel  |